# Suzu Suzuki
Suzu Suzuki (鈴季すず, Suzuki Suzu, nascida em 16 de setembro de 2002) é uma lutadora profissional japonesa que trabalha atualmente para a World Wonder Ring Stardom, onde é membro do Neo Genesis. Ela é mais conhecida por seu tempo na Ice Ribbon e Pure-J, duas promoções japonesas de luta profissional.
Suzuki é ex-campeã uma vez do Goddesses of Stardom Championship, uma vez do Artist of Stardom Championship e vencedora do 5 Star Grand Prix de 2023.

## Carreira na luta livre profissional

### Ice Ribbon (2018–2022)
Suzuki fez sua estreia no wrestling profissional no RibbonMania 2018 da Ice Ribbon, em 31 de dezembro de 2018, onde obteve uma vitória contra Asahi. No Yokohama Bunka Gymnasium Final, em 9 de agosto de 2020, Suzuki derrotou Maya Yukihi para conquistar o ICE Cross Infinity Championship. Em 23 de janeiro de 2021, Suzuki perdeu o ICE Cross Infinity Championship para Tsukasa Fujimoto. O contrato de Suzuki com a Ice Ribbon expirou no final de 2021.

### Circuito independente (2018–presente)
No final de 2021, Suzuki se alinhou com Mochi Miyagi, Risa Sera, Akane Fujita e Hiragi Kurumi no grupo Prominence, após o fim de seus contratos com a Ice Ribbon, deixando-as para seguir como lutadoras freelancers. Em 24 de abril de 2023, Suzuki anunciou que estava deixando o Prominence.

### Pro Wrestling Wave (2020, 2022-2023)
Suzuki fez sua estreia na Pro Wrestling Wave em 1º de julho de 2020, em uma luta de duplas, onde ela e Haruka Umesaki derrotaram Ayumi Hayashi e Crea.
Suzuki retornou à Wave em 13 de fevereiro de 2022, em uma luta de duplas, onde ela e Risa Sera derrotaram Hibiscus Mii e Yuki Miyazaki. De maio a julho de 2022, Suzuki competiu no torneio 2022 Catch the Wave. Ela participou do bloco de qualificação Future Block, onde somou seis pontos e avançou para o Winners Block. No Winners Block, Suzuki marcou quatro pontos, o que lhe permitiu avançar para a final. Em 17 de julho, Suzuki venceu o torneio e conquistou o Wave Single Championship ao derrotar Miyuki Takase na final. Em 14 de agosto, Suzuki perdeu o título para Hikaru Shida.

### World Wonder Ring Stardom (2022–presente)

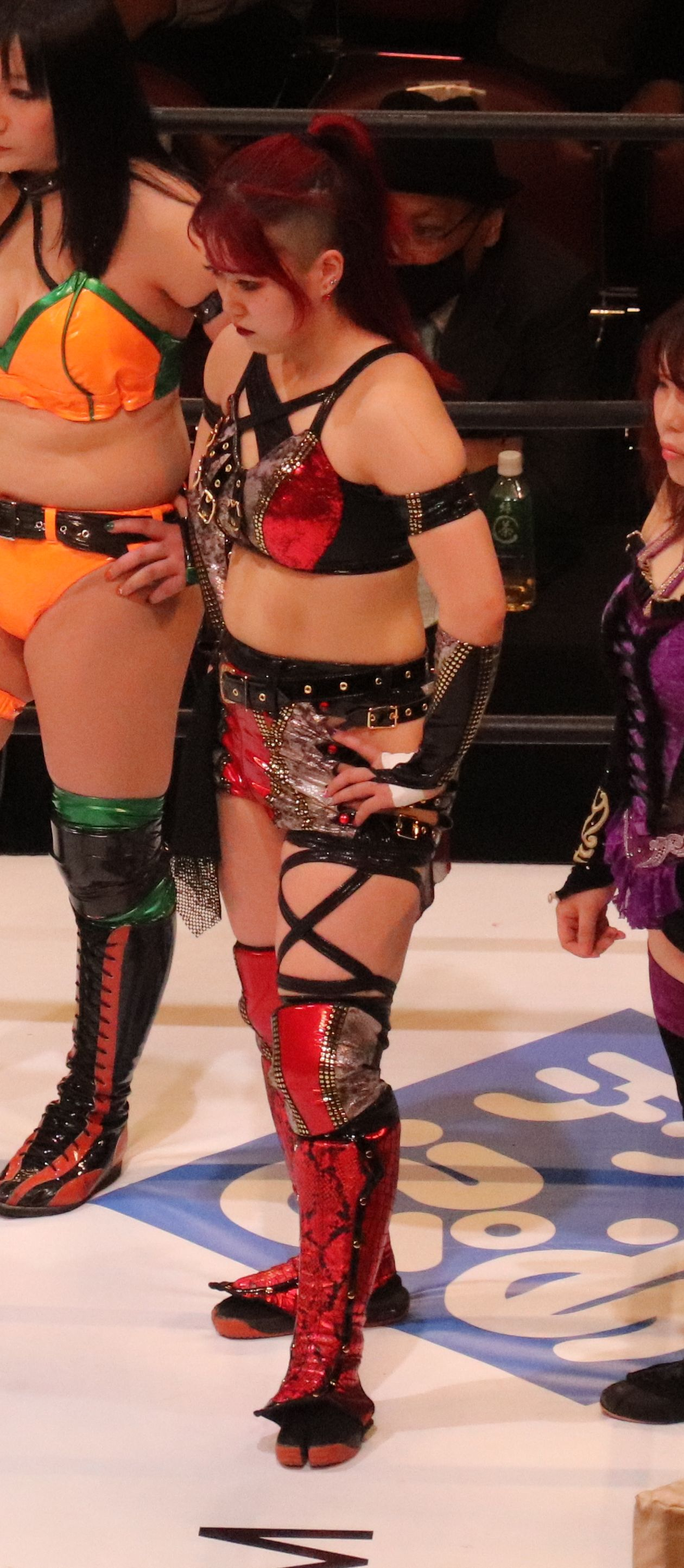
Suzuki na segunda noite do Stardom World Climax 2022 em 27 de março.

Suzuki fez sua primeira aparição na World Wonder Ring Stardom no primeiro pay-per-view de 2022, o Nagoya Supreme Fight, em 29 de janeiro, onde o Prominence iniciou uma briga com o grupo Donna Del Mondo, começando assim uma rivalidade com elas, especialmente contra a líder da unidade, Giulia. Na primeira noite do World Climax 2022, em 26 de março, Suzuki se uniu à sua companheira de grupo no Prominence, Risa Sera, para derrotar o Donna Del Mondo (Maika e Thekla). Na segunda noite do evento, em 27 de março, ela se juntou às suas companheiras de grupo, Akane Fujita, Mochi Miyagi e Risa Sera, em uma derrota contra Donna Del Mondo (Giulia, Himeka, Maika e Thekla). No New Blood 2, em 13 de maio, Suzuki conquistou uma vitória sobre Mai Sakurai. No Stardom in Showcase vol.1, em 23 de julho, ela fez dupla com Risa Sera para enfrentar Giulia e Mai Sakurai em uma luta hardcore, vencendo de forma dominante e continuando a rivalidade entre Prominence e DDM. Suzuki competiu no Grand Prix 2022, conquistando 15 pontos no bloco Blue Stars, o que foi suficiente para chegar à final do seu bloco em 1º de outubro, onde perdeu para Giulia. No Dream Queendom 2, em 29 de dezembro, Suzuki se uniu a Risa Sera e Hiragi Kurumi para derrotar Oedo Tai (Starlight Kid, Momo Watanabe e Saki Kashima) e conquistar o Artist of Stardom Championship.
De janeiro a março de 2023, Suzuki se juntou às suas companheiras de grupo no Prominence, Hiragi Kurumi e Risa Sera, para competir no bloco Triangle Blue do Triangle Derby I. Em 4 de março, a Prominence venceu o torneio ao derrotar Abarenbo GE na final. No All Star Grand Queendom, em 23 de abril, a Prominence perdeu o Artist of Stardom Championship para REStart. Em 30 de abril, Suzuki fez dupla com Mei Seira em um empate contra a Queen's Quest (AZM e Saya Kamitani). Após isso, Suzuki e Seira continuaram a lutar juntas com frequência e mais tarde adotaram o nome de equipe Crazy Star. No Flashing Champions 2023, em 27 de maio, Crazy Star se uniu a Maika para derrotar Neo Stardom Army (Nanae Takahashi e Yuna Mizumori) e Hanako. Depois disso, Suzuki continuou a lutar frequentemente ao lado de várias integrantes da Donna Del Mondo em lutas de duplas, especialmente com Maika. De julho a setembro, Suzuki competiu e venceu o 5Star Grand Prix 2023 ao derrotar Maika na final. No Nagoya Golden Fight, em 9 de outubro, Suzuki, Maika e Megan Bayne se uniram para desafiar as Baribari Bombers pelo Artist of Stardom Championship. Durante a luta, ocorreram vários momentos de falta de comunicação entre Suzuki e Maika, o que levou à vitória das Baribari Bombers. Após a luta, Maika culpou Suzuki pela derrota e prometeu derrotá-la, encerrando efetivamente a parceria de Suzuki com a Donna Del Mondo. De 15 de outubro a 12 de novembro, Crazy Star competiu na Goddesses of Stardom Tag League 2023. Elas chegaram à final, onde perderam para a Divine Kingdom (Maika e Megan Bayne).
Em 30 de março de 2024, Crazy Star conquistou o Goddesses of Stardom Championship ao derrotar AphroditE. Em 5 de maio, elas perderam o título para a FWC.

## Títulos e prêmios
- Ice Ribbon
  - ICE Cross Infinity Championship (1 vez)[34]
  - Prêmios de Fim de Ano da Ice Ribbon
    - Prêmio de Melhor Luta (2020) vs. Maya Yukihi em 9 de agosto[35]
    - Prêmio de MVP (2020)[35]
    - Prêmio de Novata (2019)[36]
- Pro Wrestling Illustrated
  - PWI a colocou na #31ª posição das 250 melhores lutadoras individuais no PWI Women's 250 em 2023[37]
- Pro Wrestling Wave
  - Wave Single Championship (1 vez)
  - Catch the Wave (2022)
- Pure-J
  - Princess of Pro Wrestling Championship (1 vez)[38]
- World Wonder Ring Stardom
  - Goddesses of Stardom Championship (1 vez) – Mei Seira
  - Artist of Stardom Championship (1 vez) – com Hiragi Kurumi e Risa Sera
  - Triangle Derby (2023) – com Hiragi Kurumi e Risa Sera[39][40]
  - 5★Star GP (2023)[28]
  - 5★Star GP Awards (3 vezes)
    - Prêmio de Melhor Luta Blue Stars (2022) vs. Saya Kamitani em 11 de setembro[41]
    - Prêmio de Melhor Luta Red Stars (2023) vs. Hazuki em 23 de setembro[42]
    - Prêmio de Melhor Luta Blue Stars (2024) vs. Thekla em 20 de agosto no Blue Stars B[43]